# Tóth Géza (színművész)
Tóth Géza (1961. június 17. –) magyar színész, rendező.

## Életpályája
Színészi pályája 1982-től a kaposvári Csiky Gergely Színháznál indult, azóta a társulat művésze. 2003-tól színházi rendezéssel is foglalkozik. Rendezett többek között Kaposváron, a Békéscsabai Jókai Színházban, Budapesten a Nemzeti Színházban, a Pinceszínházban, a Jurányiban, a Stúdió K-ban és külföldön is. Gyermekeknek bábelőadást készített és hátrányos helyzetű fiatalokkal is foglalkozik tantermi előadások keretében. A Nyári Oszkár által létrehozott Karaván Színházzal is rendszeresen dolgozik.

„Kaposváron tanultam a "szakmát" színészként. Jeles: Ványa bácsi - Asztrov, Babarczy: Balkon - Roger, Ascher: Éjjeli menedékhely - Tatár, Mohácsi: Nagy Romulus - Aemilianus, Gothár és a többiek. Tőlük tanultam, hogyan kell próbálni, és hogyan kell megszervezni a próbát úgy, hogy ott szülessenek "szénházi" pillanatok, na. Vasziljevtől, Törőcsiktől a próba drámaiságát lestem el. Rale Milenkovicstól színészvezetést. Figyelemmel kísérem és nagyon fontosnak tartom Schilling Árpád, a Káva, a Kolibri előadásait. Stockholmban, Németországban többször is dolgoztam a next generation projektekben.”

## Fontosabb színházi szerepei
- William Shakespeare: Julius Caesar... Trebonius
- William Shakespeare: Romeó és Júlia... Lőrinc barát, franciskánus; Capulet
- William Shakespeare: A makrancos hölgy... Tanító
- Molière: Don Juan... Don Carlos, Donna Elvira fivére
- Molière: Képzelt beteg... Purgó, Szippants, Csavaró
- Carlo Goldoni: A kávéház... Leonardo gróf
- Szophoklész: Antigoné... Laiosz
- Heinrich von Kleist: A heilbronni Katica avagy a tűzpróba... Pech Jakab a fogadós
- Georges Feydeau: Bolha a fülbe... Carlos Homenides de Histangua
- Anton Pavlovics Csehov: Ványa bácsi... Asztrov, Mihail Lvovics, orvos
- Anton Pavlovics Csehov: A hosszú úton... Fegya
- Alekszandr Nyikolajevics Osztrovszkij: Jövedelmező állás... Mikin
- Makszim Gorkij: Éjjeli menedékhely... Tatár
- Mihail Afanaszjevics Bulgakov: Iván, a rettentő... Írnok
- Mihail Afanaszjevics Bulgakov: A Mester és Margarita... Gestas, lator
- Jevgenyij Lvovics Svarc: Hétköznapi csoda... Medve
- Borisz Lvovics Vasziljev: Csendesek a hajnalok... Őrnagy
- Alexander Galin: A verseny... Viktor Puhov
- Oleg Bogajev: Volt lelkek... Nyikolaj Vasziljevics Gogol
- Witold Gombrowicz: Operett... Wladyslaw
- Oscar Wilde: Salome... Tigellinus, fiatal római
- Friedrich Dürrenmatt: A nagy Romulus... Aemiliánus
- Friedrich Dürrenmatt: Az öreg hölgy látogatása... Festő
- Alfred Jarry: Übü király... Zsinór töstér
- Arthur Miller: A salemi boszorkányok... Hawthorne
- Arthur Miller: Pillantás a hídról... Louis
- Arthur Miller: Istenítélet... Hawthorne
- Bertolt Brecht: A szecsuáni jólélek... Munkanélküli; Rendőr; Előjáték szereplője
- Henrik Ibsen: Peer Gynt... Kapitány
- Peter Shaffer: Amadeus... Johann Kilian von Strack gróf, császári kamarás
- Jean Genet: A balkon... Rober
- Michael Frayn – Hamvai Kornél: Szigliget (balmorál)... Furák Tamás, kritikus
- David Rogers: Tom Jones... szereplő
- Martin McDonagh: Leenane szépe... Pato
- Martin McDonagh: Az inishmore-i hadnagy... James, Észak-ír
- Tóth Ede: A falu rossza... Egy öreg paraszt
- Csepreghy Ferenc: A sárga csikó... Boltos Icig
- Bródy Sándor: A tanítónő... Tanító
- Molnár Ferenc: Liliom... II. Detektív; II. Lovasrendőr
- Molnár Ferenc: Az üvegcipő... Házmester
- Molnár Ferenc: Egy, kettő, három... Dr. Wolff
- Molnár Ferenc: A Pál utcai fiúk... Csetneky úr
- Mikszáth Kálmán: A Noszty fiú esete Tóth Marival... Pázmár doktor
- Móricz Zsigmond: Úri muri... Martiny Dr.
- Móricz Zsigmond – Kocsák Tibor – Miklós Tibor: Légy jó mindhalálig... Báthory tanár úr
- Ödön von Horváth: Kasimir és Karoline... Mentős
- Eörsi István: Halálom reggelén... Johann Friedrich Riebisch
- Lukáts Andor: Etűdök a szerelemről... Hórihorgas feminista
- Egressy Zoltán: Portugál... Bitner
- Kárpáti Péter: A pitbull cselekedetei... szereplő
- Tasnádi István: Világjobbítók... Tahó II.; Tunikás; Szendvicsember
- Szőcs Artur: Cigánytábor az égbe megy... Árus
- Deres Péter – Fábri Zoltán – Móra Ferenc: Hannibál tanár úr... Danielisz, tanár
- Fábián Péter – Benkó Bence: Isten és a részegek... Kadmosz
- Matuz János: Amint a mennyben.. Szervező
- Jacques Offenbach: Szép Heléna... Zöldséges; Műsorvezető
- Stendhal – Tolcsvay László – Müller Péter Sziámi: Vörös és fekete... De Beauvoisis lovag
- Leonard Bernstein: West Side Story... Doki
- Dale Wasserman: La Mancha lovagja... Anselmo
- Lionel Bart: Olivér!... Fagin, idősödő orgazda, a tolvajiskola vezetője
- Lehár Ferenc: Luxemburg grófja... Marchand
- Kálmán Imre: Csárdáskirálynő... Rohnsdorf tábornok
- Szilágyi László – Huszka Jenő: Erzsébet... Áron, öreg kasznár
- E. T. A. Hoffmann – Kapecz Zsuzsa – Gothár Péter: Diótörő... Fakardin kapitány; Bonbon IV.romlott
- Hans Christian Andersen – Jevgenyij Lvovics Svarc: Hókirálynő... Mesemondó
- Horváth Péter – Presser Gábor – Sztevanovity Dusán: A padlás... Meglökő, óriás szellem, 560 éves
- Lázár Ervin: A négyszögletű kerek erdő... Ló Szerafin, kék csodaparipa
- Fésűs Éva: A Palacsintás király... Madarász
- Kiss Anna: Bolondmalom... Szegfű Mátyás; Negyedik kérő
- Grimm fivérek – Baráthy György: Hófehérke... Király
- Gianni Rodari – Kemény Gábor – Thuróczy Katalin: Hagymácska... Kurta Körte
- Szamuil Marsak: A bűvös erdő... Kancellár

## Filmek, tv
- Tévedések vígjátéka, avagy Tévedések víg játéka (1988)
- Túsztörténet (1989)
- Karneválvégi éjszaka (1990)
- Fegyencek szabadságon (1993)
- A részleg (1995) ... Kupter Jani
- Szamba (1996) ... bárpincér
- Kisváros (sorozat)

- A képtolvajok című rész (1994) ... Orvos
- Díjugratás című rész (1995)
- A vendégjátékos című rész (1996) ... Üzletvezető
- Infarktus a postán című rész (1998)
- Kinder Garden (2005) ... Orvos
- Sorstalanság (2005) ... Fogoly
- Világjobbítók (2011) ... Szendvicsember

## Színházi rendezéseiből
- Bertolt Brecht: A szecsuáni jólélek
- Irina Karnauhova: Mese a tűzpiros virágról
- Lázár Ervin: A kisfiú meg az oroszlánok
- Lázár Ervin: A négyszögletű kerek erdő
- Urbán Gyula: Egerek
- Fésűs Éva: Ajnácska
- Vajda Katalin: Anconai szerelmesek
- Spiró György: Prah
- Egressy Zoltán: Portugál
- Egressy Zoltán: Sóska, sültkrumpli
- Szűcs Zoltán: Megálló
- Tomasz Man: 111
- Vaszilij Szigarjev: Guppi

## Díjai, elismerései
- Komor-gyűrű (1996)
- Nagymama-díj (2017)[2]